# Figli della stessa rabbia
Figli della stessa rabbia è il primo disco della Banda Bassotti, uscito nel 1992.
Il disco presenta delle canzoni politicamente di sinistra e contro il razzismo. Le canzoni più conosciute sono "Figli della stessa rabbia" e "Ska against racism".

## Tracce
1. Giunti tubi Palanche Ska
2. Caput Mundi
3. Fiere Senza Dio
4. Somaro Beat Ska
5. Er Ciccione
6. Cararo Sindaco
7. Barboni
8. 78 Notturno
9. Poesia e Realtà
10. La Rotta Degli Schiavi
11. Ska Against Racism
12. Negli Occhi il Buio
13. Nazi Sion Polizei
14. Novara No
15. Figli della stessa rabbia

## Formazione
- Angelo "Sigaro" Conti - chitarra, voce
- Gian Paolo "Picchio" Picchiami - voce
- Fabio "Scopa" Santarelli - chitarra e cori
- Peppe - batteria
- Michele Frontino - basso
- Francesco "Sandokan" Antonozzi - trombone
- Stefano Cecchi - tromba
- Sandro Travarelli - tromba
- Maurizio Gregori - sax
- David Cacchione - manager
- Luca Fornasier- road manager - booking